# Leonor Taboada
Leonor Taboada Spinardi (Buenos Aires) es una periodista, escritora y activista feminista. Especializada en temas de salud y sexualidad de las mujeres, fue pionera en el movimiento feminista español de la transición impulsando el movimiento "self help". En 1978 publicó Cuaderno Feminista. Introducción al self help. (Fontanella). En los años 70 colaboró en la traducción al español de Nuestros cuerpos, nuestras vidas un libro que reivindica el autoconocimiento del cuerpo por parte de las mujeres publicado en Estados Unidos por el Colectivo de Mujeres de Boston en 1971.  En 1982 impulso su publicación en España. Taboada defiende la educación para la salud de las mujeres y considera que la liberación de la mujer pasa por el conocimiento del propio cuerpo. Denuncia de la utilización de la "hipermedicalización" de las mujeres como solución en el sistema de salud para resolver sus problemas. Considera que las mujeres tienen el reto de recuperar el cuerpo como territorio colonizado y reivindicar el derecho al placer. Ha colaborado en diversos medios de comunicación. Es directora de la revista Mujeres y Salud, que se edita desde 1996. En 2010 fue distinguida con la Medalla de oro del Consejo Insular de Mallorca como referente del feminismo en Baleares y España.  

## Trayectoria
Leonor Taboada nació en Buenos Aires, Argentina. Vivió dos años en Perú antes de llegar a España en 1973.  Tras residir en Madrid y Barcelona se instaló en Palma de Mallorca. Fue una de las pioneras en el movimiento feminista de las Islas Baleares. En 2010 recibió el reconocimiento del Consejo Insular de Mallorca por su papel histórico en la lucha feminista desde los años 70.

### Nuestros cuerpos, nuestras vidas
El punto de inflexión en el activismo feminista de Taboada se sitúa a principios de los 70 cuando viaja a Estados Unidos y encuentra el libro "Our Bodies Ourselves" publicado en 1972 en Estados Unidos, el primer libro sobre la salud de las mujeres con perspectiva política y feminista del que se vendieron 250.000 copias.
Entre 1974 y 1976  Raquel Scherr-Salgado, una profesora de literatura comparada de la Universidad de California, y la propia Leonor Taboada se encargan de traducirlo al español. Años después, en 2013, explicaba así la experiencia:

Una vez estaba en California […] en un esquina había una librería y la librería tenía puestos varios libros con una portada y me quedé como clavada. Me pasó pocas veces en la vida esto de tener un “flash” de estos que dices “huy dios mío, esto es importante”. Era el libro del colectivo de Boston que tenía una portada donde se veían mujeres de distintas razas y edades, varias mujeres y ponía “nuestros cuerpos, nuestras vidas”, que yo traduje como tal en realidad ponía “Our Bodies Ourselves” que era “nuestros cuerpos, nuestro yo. Un libro por y para las mujeres” Y allí había una diferencia entre todo lo que había visto y hecho. Compré el libro, llegue a la casa de Raquel Salgado que era un chicana […] y ella daba clases en Princeton sobre literatura española. Yo llegué con el libro abrazado al cuerpo, y le dije “Mira” y ella me saca el libro que me lo traía de regalo y me encontré con dos libros en un minuto. Le dije, “Raquel, tenemos que traducirlo” ella me miró y me dijo, “estás chiflada” […]. Me puse a buscar como loca a un médico en Mallorca que supiera inglés como para ayudarme con la terminología, porque aquello era como un manual de ginecología el capítulo que me habían dado. Lo encontré, al hombre le cambiamos la vida. […]. Este hombre me ayudo con la terminología. Entre los millones de cosas que tenían allí nos eligieron. Me fui primero a California a trabajar con Raquel y luego a Boston donde ella conocía al colectivo de Boston in person

La primera edición en español del libro fue publicada en Boston en 1977 y contó con la colaboración de 37 personas más, muchas de ellas pertenecientes a colectivos latinos de Estados Unidos que contribuyeron a la adaptación cultural y ampliación de contenidos. Años después, en 1982 Taboada consigue la publicación en España del libro  Nuestros cuerpos, nuestras vidas (Icaria). El contacto con el Grupo de Mujeres de Boston para la traducción del libro le permitió también conectar con otras experiencias en Estados Unidos sobre salud y mujeres desde una perspectiva feminista. En la adaptación española participó el grupo catalán de self-help y colectivo feminista La Mar.

### "Jornades Catalanes de la Dona" (1976)
En 1976 participó en Barcelona en las  Jornadas Catalanas de la Mujer e introdujo talleres de autoexamen y autoconocimiento impulsando que posteriormente numerosos colectivos feministas asumieran la práctica y se plantearan el eje de la salud de las mujeres como una de las prioridades. Taboada trasladó a España el movimiento "self-help" que nació en Estados Unidos como vertiente del feminismo radical para promover el que las mujeres conocieran su propio cuerpo en especial en relación con su sexualidad. Taboada había tenido contacto con este movimiento a partir de la publicación del libro Our bodies, ourselves (1972) en el que ella había estado colaborando en la traducción, el primer libro sobre la salud de las mujeres con perspectiva política y feminista del que se vendieron 250.000 copias. Taboada realizó en las Jornadas una intervención sobre salud de las mujeres, contracepción, derecho al placer... en la sesión se realizó una exhibición del método de autopalpación de mamas para prevenir el cáncer. También habló del autoconocimiento de la vagina a través del espéculo.

### Colectivo Pelvis
En 1977 Taboada junto a la galerista de arte y activista política Nini Quetglas, la ginecóloga -entonces estudiante de medicina- Jimena Jiménez y la terapeuta Malén Cirerol fundaron en Palma de Mallorca el Colectivo Clítoris, que más tarde se llamó Colectivo Feminista Pelvis inspiradas en los movimientos "self-help" de Estados Unidos con el objetivo de tomar el control del propio cuerpo. Cuestionaron las relaciones de las multinacionales farmacéuticas y la gestión del sistema sanitario en relación con la salud de las mujeres reivindicando el papel de comadronas y enfermeras y denunciando cómo la sexualidad femenina estaba condicionada por la visión del cuerpo de las mujeres que tenían los hombres. En 1979 el Colectivo Pelvis abrió un Centro de Planificación en Mallorca que se cerró en 1985. En 1984 se convierten en el Colectivo de Salud de las Mujeres.
El Colectivo consigue una doble página semana en uno de los periódicos de mayor tirada en la isla.  Los dos primeros artículos tuvieron como tema el orgasmo femenino. También tuvo repercusión en la radio con dos programas en Radio Mallorca: “Señoras y señoras” y luego otro llamado “Semillas de futuro”  

### Cuaderno feminista
Dos años después, en 1978 Taboada publica el Cuaderno feminista. Introducción al self-help, con dibujos de Montse Clavé.

«Sólo siendo revolucionarias y desafiando desde la base el poder patriarcal seremos capaces de darles a nuestros hijos al menos una oportunidad de ser libres. Desde luego no podrán serlo mientras vean una discriminación en función del sexo en su propia casa, mientras no vean al menos a su madre en lucha por su libertad cuestionando las reglas impuestas por las cuales ella es un intento de ser humano abortado a mitad de camino porque sus genitales no cuelgan entre sus piernas. Si no luchamos por nuestra libertad, renunciamos a criar hijos capaces de conseguir la suya. Creamos carne de cañón, robots, oprimidas y opresores del futuro» (Taboada, 1978: 9).

El Cuaderno feminista está considerado como «una  declaración de principios del espíritu subversivo que inspiró los feminismos de la Transición» explicaba cómo cada mujer por sí sola podría realizarse un examen periódico con ayuda del espéculo, que se vendía en las sedes de los grupos feministas, información sobre los sistemas anticonceptivos más utilizados y sus riesgos, el uso del diafragma y la crema espermicida, el aborto, etc. Todos los temas estaban conectados, “todo tenía que ver con todo”: la autoestima con la salud, las leyes con el autoconocimiento, el orgasmo con la maternidad libre, el adulterio con la autonomía.
Los debates generados en las mujeres que vivían la España de la transición recogían el espíritu del feminismo radical estadounidense
También en 1982, fecha en la que se organizó en Gijón el Primer Congreso de Planificación Familiar en España, participa en  Comisión Gestora Nacional de Planificación Familiar, formada por Mercè Gascó, Rosa Ros y Encarna Albella (Catalunya), Isabel Serrano, Rita Daudén y Marisa Castro (Madrid), Federico Goyarts y Carmen Olmedo (Andalucía), Amparo Cardaño y Luis Monasterio (Euzkadi), Pilar Alonso (Asturias), Leonor Taboada (Baleares), Antonio Campos Romay (Galicia) e Isabel Soler.
En 1994 Taboada participa en las I Jornadas de Mujer y Salud celebradas en Madrid donde realiza una ponencia sobre “Información/orientación sexual en los Centros de Planificación Familiar” en la que se hace una crítica sobre determinados centros de planificación familiar que se alejaban en exceso de la perspectiva feminista de gestionarlos.
En 1986 Taboada publicó La maternidad tecnológica: de la inseminación artificial a la fertilización in vitro avanzándose de nuevo al debate sobre las tecnologías reproductivas conectadas con los procesos de medicalización de la vida de las mujeres, a la banalización de la fragmentación del cuerpo y del proceso reproductivo, la aparición de las madres de alquiler, etc.
A lo largo de los años ha colaborado en diversos medios de comunicación entre los que se encuentran El País, la Cadena Ser y diferentes medios de comunicación de las Islas Baleares como el Diario de Baleares.

## Revista Mujeres y Salud
Taboada dirige la revista Mujeres y Salud también conocida como MyS editada por el programa Salud y Calidad de Vida del CAPS (Centro de Análisis y Programas Sanitarios). La revista nació en 1996. El número "0" se publicó en las jornadas feministas catalanas "20 Anys de Feminisme". En su consejo de redacción participan además de Taboada la médica y exdiputada Carme Valls directora del programa "Mujer, Salud y Calidad de Vida" en el CAPS, Montserrat Cervera Rodon y Margarita López Carrillo.

## Reconocimientos
- 2010 Medalla de oro del Consejo Insular de Mallorca como referente del feminismo en Baleares y España desde mediados de los años 70.[7]

## Publicaciones
- Taboada, Leonor. Cuaderno Feminista. Introducción al self help. Barcelona: Editorial Fontanella, 1978. Colección Las Desobedientes.
- Taboada, Leonor. La maternidad tecnológica: de la inseminación artificial a la fertilización in vitro. Icaria Editorial, 1986

## Artículos
Selección de artículos
- Las mujeres se mueven. Diario Baleares, 1976.
- El feminismo, única alternativa para la mujer. Diario de Baleares (1977)
- Cómo derribar la medicina masculina. El self-help o la descolonización de nuestro cuerpo. Vindicación Feminista nº 20, 1 de febrero de 1978. Páginas 38-40.
- Las mujeres Luchan por su Salud. Vindicación Feminista nº 24, 1 de junio de 1978, páginas 10 y 11. Taboada, Leonor; y Muck, Hanna. Estados Unidos.
- Hijas del Rock and Roll  El País, 27 de septiembre de 1988

- De feministas y espéculos. Revista Mujer y Salud(5), (febrero de 2000).
- Las fotos que no vimos. (R. CAPS, Ed.) Revista Mujeres y Salud(5), 1. (2000)
- Nosotras, vosotras, ellas. Nuestros cuerpos, nuestras vidas, nuestra historia”. Revista MyS (Mujeres y Salud)(20), 11-14. (2006)
- Vulva Sapiens y Gynepunks. Dos maneras de descolonizar el cuerpo femenino”, MYS, 40, 24-27. (2016)